# Automeris insolens
Automeris insolens é uma espécie de mariposa do gênero Automeris, da família Saturniidae.